# Palazzo Martinengo Colleoni di Malpaga
Il palazzo Martinengo Colleoni di Malpaga è un palazzo di Brescia di epoca barocca, situato in piazzetta Sant'Alessandro, all'incrocio fra corso Cavour e via Moretto.

## Storia
Risalente al XVI secolo, il palazzo fu edificato per volere della famiglia Martinengo-Colleoni di Malpaga, fra le più antiche e insigni di Brescia e Bergamo. Il ramo della famiglia nacque alla fine del Quattrocento, quando i fratelli Gerardo, Gaspare e Jacopo Martinengo sposarono le figlie del condottiero Bartolomeo Colleoni, dando vita ai rami Martinengo della Pallata, Martinengo della Motella e Martinengo Colleoni. Quest'ultimo ramo, nato dall'unione tra Gerardo Martinengo e Orsina Colleoni, assunse il nome di entrambe le famiglie ed ereditò i possedimenti di Bartolomeo raccolti attorno ai centri di Malpaga e Cavernago. Alla fine del secolo la famiglia si trasferì dunque a Brescia, ponendo la loro residenza sulla piazzetta Sant'Alessandro, a sud, e realizzando qui il primo palazzo, abbastanza sobrio. A distanza di tempo, nella prima metà del Settecento, la famiglia, su progetto di Alfonso Torregiani, fece restaurare la sua dimora storica, facendone uno dei più imponenti palazzi barocchi della città. L'edificio fu poi dei Baebler e infine del Comune, che lo destinò a sede del Tribunale di Brescia fino al 2009, quando è stato trasferito nel nuovo Palazzo di Giustizia.

## Architettura
Il palazzo si sviluppa come ampio complesso con due differenti prospetti, comunque legati da motivi ornamentali unitari. La facciata sull'attuale Corso Cavour è la principale e anche la più imponente. Essa ospita il largo portale d'ingresso con colonne binate, sormontato da una balconata con un finestrone centrale recante un grande stemma gentilizio allusivo a entrambe le famiglie. Il prospetto sulla piazzetta è più contenuto, ma si impone all'attenzione per il suo profilo sporgente e simmetrico accentuato dal portale centrale e dal balcone barocco sopra di esso.

Fu forse previsto un terzo portale, sul lato sud dell'edificio, mai realizzato. Entrambi i prospetti sono tripartiti in senso orizzontale, ma anche verticalmente presentano una suddivisione in settori verticali mediante l'utilizzo di un ordine sovrapposto di lesene tuscanico-doriche che, posizionato a intervalli regolari, scandisce i vari blocchi dell'edificio. Un'alta cornice con mensoloni aggettanti, infine, chiude in sommità entrambe le facciate. I due portali sono caratterizzati da motivi architettonici molto simili: il portale sulla piazzetta presenta un ordine maggiore di semicolonne tuscanico-doriche, raddoppiato con lesene retrostanti, che sostiene una trabeazione e quindi il balcone. Un ordine minore di lesene interne, sempre tuscaniche ma più semplici, sostiene l'arco del portale. Entrambi gli ordini, inoltre, poggiano su un piedistallo uniforme che annulla la non trascurabile pendenza del terreno.

Particolare della finestra sul portale laterale del palazzo, con il grande stemma gentilizio

 Il portale principale, su corso Cavour, è più complesso, ma gli elementi architettonici sono quasi gli stessi: qui si hanno però delle colonne libere, uniche alle estremità e binate al centro, proiettate sul muro retrostante mediante lesene. L'ordine utilizzato è comunque identico a quello del portale sulla piazzetta, sia per l'ordine maggiore, sia per il minore ed entrambi, come prima, poggiano su un uguale piedistallo. Nel complesso, la massima plasticità è raggiunta dal portale su Corso Cavour, soprattutto a causa dell'utilizzo di colonne libere ma anche per la cospicua larghezza della composizione e per il finestrone con il grande stemma gentilizio.
Notevolmente plastico, comunque, resta anche il portale sulla piazzetta, grazie alla forte compressione degli elementi architettonici impiegati, compresa la balaustra del balcone, e al forte aggetto che il profilo della facciata conferisce al blocco centrale. All'interno dell'edificio, un grande scalone e due vaste sale decorate con stucchi e affreschi a effetto illusionistico testimoniano i fasti settecenteschi della famiglia, il cui archivio privato, ricco di testimonianze sulla gestione dei possedimenti bresciani, è attualmente custodito presso la Civica Biblioteca Angelo Maj di Bergamo.

## Ma.Co.f. - Centro della Fotografia Italiana
Dal 14 maggio 2016, il piano nobile del palazzo ospita il museo Ma.Co.f. - Centro della Fotografia Italiana, creato per volontà dei fotografi Gianni Berengo Gardin e Uliano Lucas, in collaborazione con l'architetto Renato Corsini. Il museo espone una collezione permanente di circa 240 fotografie originali di 42 tra i più importanti e rappresentativi fotografi italiani del XX secolo, tra i quali Francesco Cito, Franco Fontana, Ugo Mulas, Luigi Ghirri e Tazio Secchiaroli.

## IDRA- TEATRO
Nel  2016, IDRA si è insediato negli spazi del palazzo, gestendo il teatro, una sala prove, magazzini ed uffici. Idra organizza al suo interno residenze multidisciplinari e il rinomato Wonderland festival- sostenuto dal Ministero Italiano della Cultura.